# Emil Məhərrəmov
Emil Məhərrəmov –también escrito como Emil Maharramov– es un deportista azerbaiyano que compitió en boxeo. Ganó una medalla de bronce en el Campeonato Mundial de Boxeo Aficionado de 2005, en el peso superligero.

## Palmarés internacional
| Campeonato Mundial | Campeonato Mundial | Campeonato Mundial | Campeonato Mundial |
| Año                | Lugar              | Medalla            | Categoría          |
| ------------------ | ------------------ | ------------------ | ------------------ |
| 2005               | Mianyang (China)   | Medalla de bronce  | 64 kg              |